# Сінтія (рослина)

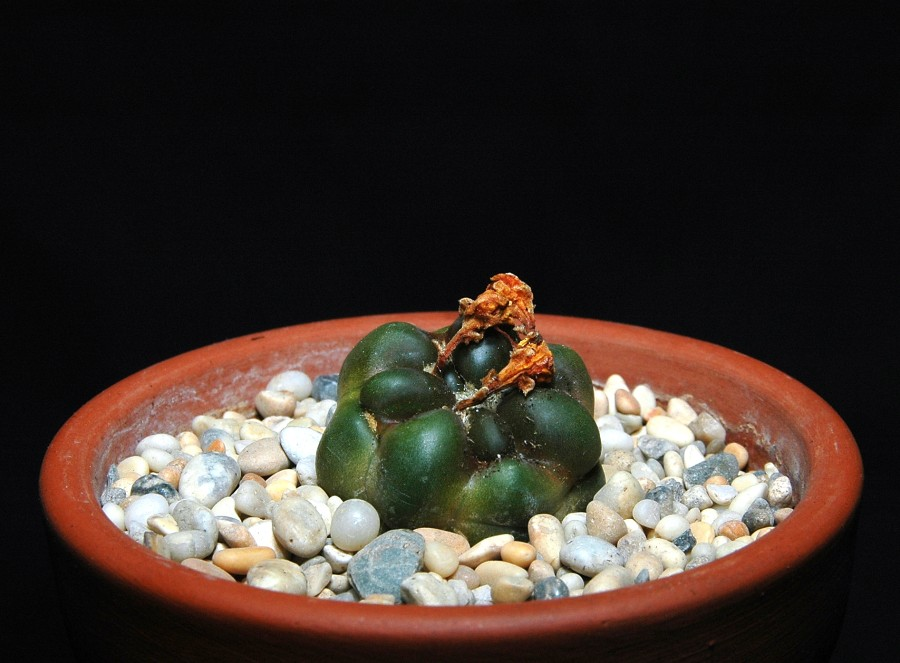

Сінтія, або цинтія (Cintia) — рід рослин родини Кактусові (Cactaceae) з Південної Америки, що включає єдиний вид сінтія Кніже (Cintia knizei Říha).

## Назва
Рід отримав наукову назву за назвою міста, в околицях якого був знайдений — Сінті, розташованого в провінції Нор-Сінті департаменту Чукісака в Болівії.
Видовий епітет дано за іменем першовідкривача Карела Кніже, який виявив цю рослину в 1969 році.

## Біологічний опис
Рослини поодинокі, кулясті, зелені, несуть напівкруглі горбки, 3-5 см в діаметрі. Коріння нагадує моркву, горбкувате, до 10 см в довжину. Ареоли втоплені між горбками, шерстисті. Колючок немає. Квітки з'являються на молодих ареолах у верхівки стебла, колесовидні, жовті, 3-4 см в діаметрі. Плоди веретеноподібні, голі. Насіння чорне, 1.2 мм у довжину, 0.7 мм в ширину, злегка випуклої форми.

## Поширення та екологія
Ростуть на плоскогір'ях, на вкрай сухих кам'янистих просторах на висоті 4000-4200 м у Болівії, Південна Америка. Переносять температурні коливання в дуже широкому діапазоні (інтенсивна інсоляція вдень і подекуди заморозки вночі). Ґрунти в природних місцях проживання дуже кам'янисті, зі значним вмістом суглинку. У сухий період рослини сильно висихають, і практично ховаються в каменях і пилу.

## Значення і застосування
Сінтії становлять інтерес з точки зору колекціонування, проте в колекціях досить рідкісні.

## Вирощування в культурі
У культурі звичайно містяться на підщепі. Кореневласна культура вимагає спеціальних знань і ретельного дотримання умов утримання. Вирощування дорослих рослин з насіння і цвітіння на своїх коренях є справою професіоналів. Рекомендується інтенсивне сонячне освітлення, недостатній полив, мінеральний ґрунт і холодна суха зимівля.

## Класифікація
На даний час виділяється як самостійний монотипний рід, або належить до інших родів:
- Copiapoa — Коп'япоа
- Eriosyce — Еріозице
- Rebutia — Ребуція[4]